# Johann Philipp Breyne
Johann Philipp Breyne detto anche Johann Philipp Breynii (Danzica, 9 agosto 1680 – Danzica, 12 dicembre 1764) è stato un botanico, paleontologo e zoologo tedesco.

## Biografia
Botanico, paleontologo e zoologo, figlio di Jacob Breyne e Sarah Rogge, seguì gli studi paterni collaborando nella stesura di alcune opere.

Dopo la morte del padre si forma presso l'Università di Leiden annoverando tra i suoi insegnanti Govard Bidloo e Herman Boerhaave. Nel 1699 consegue il titolo di dottore in medicina.

Con le credenziali dei suoi professori soggiorna nell'agosto 1702 in Inghilterra per 9 mesi circa. Ospite di James Petiver diviene ben presto uno dei membri più influenti dell'Accademia Royal Society (The Royal Society of London for Improving Natural Knowledge), al pari di Hans Sloane e John Ray.

L'anno successivo, ottobre 1703, giunge a bordo di una fregata Britannica in Italia. Ad Ancona si dedica allo studio di esemplari della fauna marina. Successivamente a Bologna. Infine Padova ospite dello scienziato Antonio Vallisneri.
Dopo il tour in Italia visita altri esponenti del mondo della cultura in Austria, Boemia, Germania, Paesi Bassi per rientrare a Danzica e professare l'attività di medico. Sposa Constantia Ludewig divenendo padre di sei figli.
Nella sua casa a Danzica Long Street, che si trova nelle immediate vicinanze dell'abitazione del famoso scienziato Jacob Theodor Klein, attraverso lo scambio con altri ricercatori mette su una vasta collezione di reperti di storia naturale. Nel suo giardino coltiva una grande varietà di piante esotiche provenienti da tutte le aree del mondo, annoverando tra i suoi estimatori e visitatori lo Zar Pietro I di Russia 1716.

Dal momento che Breyne era ricco, poteva dedicarsi interamente alla scienza. I suoi interessi vari sono chiaramente nelle sue opere. Nel 1705 egli pubblica un breve articolo nelle Philosophical Transactions circa gli studi su una specie d'insetti Porphyrophora Polonica che aveva fatto sulla costa spagnola nei pressi di Valencia, insetti che in tutta Europa erano utilizzati per l'estrazione di un pigmento rosso derivato dall'acido carminico. Nel 1731 ha dedicato al piccolo animale una pubblicazione completa. Insieme a Hans Sloane nel 1737 ha pubblicato un lavoro su ossa di mammut rinvenuti in Siberia.

Il suo principale risultato è il completamento del lavoro lasciato dal padre Prodromi fascicoli rariorum plantarum I°, II° sul quale ha lavorato dal suo ritorno a Danzica nel 1739. Su suggerimento di Hans Sloane, il 21 aprile 1703 diviene membro della Royal Society. Successivamente membro dell'Accademia Cesarea Leopoldina nel 1715, della Società Letteraria nel 1720, fondatore della Società di Storia Naturale di Danzica. La tenuta della famiglia Breyne è ora un centro di ricerca.

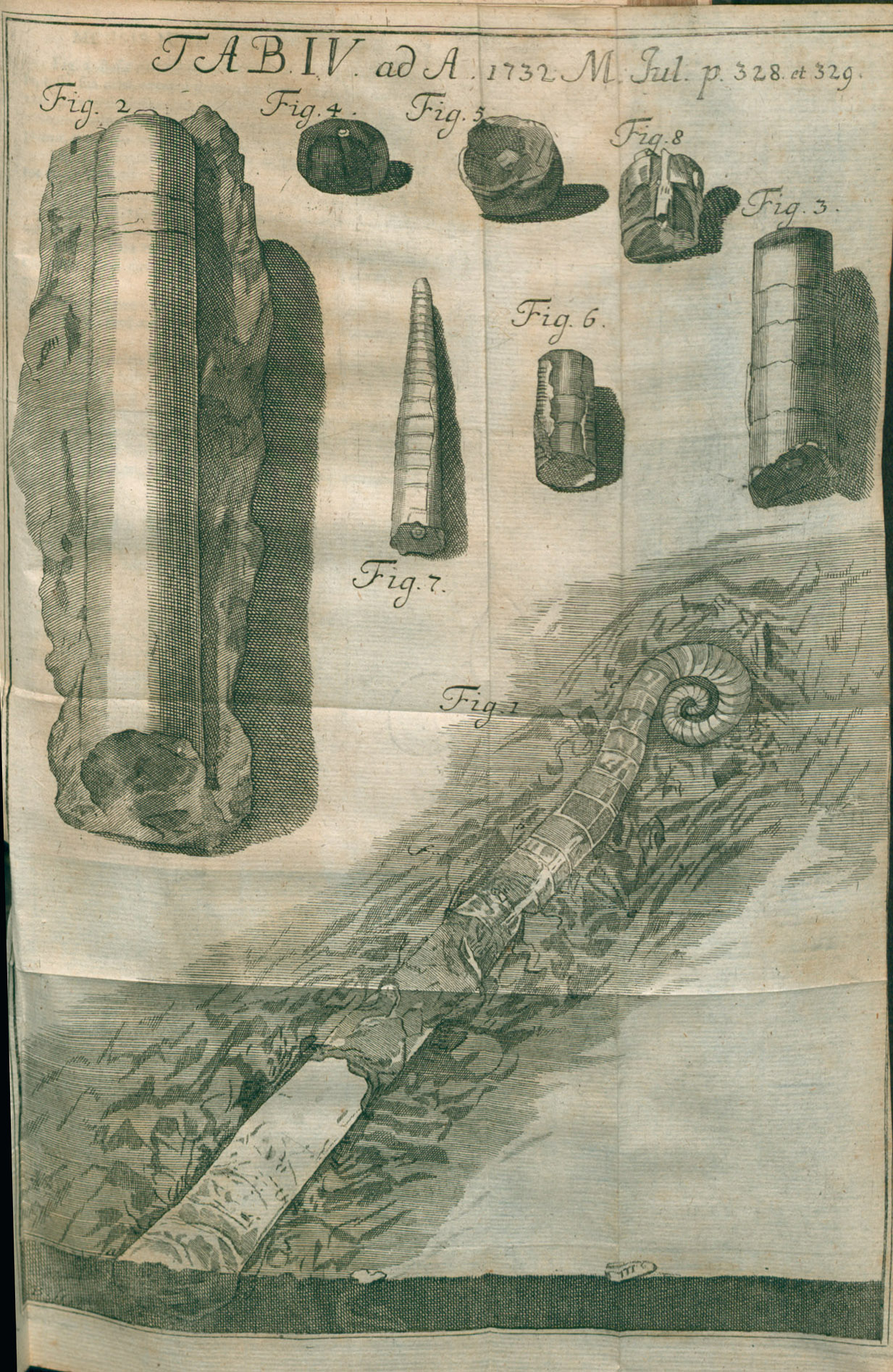
Illustrazione alla recensione su la Dissertatio physica de polythalamis pubblicata sugli Acta Eruditorum del 1732

## Opere
- Jacobi Breynii, Johann Philipp Breynii, Exoticarum aliarumque minus cognitarium plantarum centuria prima[2], Revisione e contributi.
- Jacobi Breynii, Johann Philipp Breynii, Prodromus fasciculi rariorum plantarum I°, II°, 1739.
- Johann Philipp Breynii, Historia naturalis Cocci Radicum Tinctorii quod polonicum vulgo audit[3], 1731.
- Jacobi Breynii, Johann Philipp Breynii, Mary Gunn, Enid Du Plessis, The Flora Capensis[4], 1731.
- Johann Philipp Breynii, Zbigniew Kawecki, Halina Wernerówna, De Cocco polonico opera[5], 1731, 1733, 1750.
- Johann Philipp Breynii, Georg Remus, Epistola de melonibus petrefactis ...[6], 1722.
- Johann Philipp Breynii, Giovanni Bianchi, De quibusdam conchis minus notis epistolae binae[7], 1737.
- Johann Philipp Breynii, Johann August Cornvinus, Dissertatio Phisica de Polythalamiis[8], 1732.
- Johann Philipp Breynii, Litterae ad amicum, quibus de cl. virorum I. Th. Kleinii et I. Ph. Breynii ...[9], 1732.
- Johann Philipp Breynii, Georg Andrea Helwing, Flora quasimodogenita, sive, Enumeratio aliquot plantarum indigenarum in Prussia[10], 1712.
- Johann Philipp Breynii, Academia Caesarea Naturae Curiosorum, Johann Heinrich Zopffius, Salentinus Ernestus Eugenius Cohausen, Philipp Adolph Böhmer, Acta physico-medica...,[11], 1732.
- Johann Philipp Breynii, Joannis Philippi Breynii M.D. Academ. Imperial. Nat. Curios. et Societ. Reg. Lond. sodalis, Historia naturalis cocci radicum tinctorii quod Polonicum vulgo audit,[12], 1731.
- Johann Philipp Breynii, Johannes Anderson, Georg Remus, Nathanael Sendel, Johannis Philippi Breynii, M. D. Acad. Imperialis Nat. Curios. Et Reg. Societ. Anglican. Sodalis Epistola De Melonibus Petrefactis Montis Carmel Vulgo Creditis, Ad ... Johannem Anderson, J. U. D. Inclytæ Hamburgensius Reipubl. Syndicum Primarium ... Cui Annexæ Binæ Epistolæ Ad Authorem Datæ, Altera De Aquis Martialibus Olonicensibus, Altera de Pseudo-Succino, Quod Paucos Ante Annos Ex Africa In Belgium Deferri Coepit,[13], 1722.
- Johann Philipp Breynii, Ernst Ferdinand Klinsmann, Clavis Breyniana, oder, Schluessel[14], 1855.
- Johann Philipp Breynii, Dissertatio medica inauguralis de fungis officinalibus et eorum usu in medicina[15], 1702.
- Johann Philipp Breynii, Gottfried Reyger, Vita Joannis Philippi Breynii[16], 1702.
- Johann Philipp Breynii, Frederic Dekkers, Diss. bot. med. de radice gin-sem, seu nisi, et chrysanthemo bidente Zeylanico, acmella dicto[17], 1702.
- Johann Philipp Breynii, Christian Heinrich Erndl, Christiani Henrici Erndelii, De flora Japonica[18], 1716.
- Johann Philipp Breynii, Frederic Dekkers, Diss. med. de Galactosi, seu secretione lactis[19], 1699.
- Johann Philipp Breynii, Johann G. Barthelsen, Verzeichniß des von seeligen seel. Herrn Doctor Doct. Johann Philipp Brayne nachgelassenen berühmten Cabinets[20], 1765.